# Lojo skyddskår

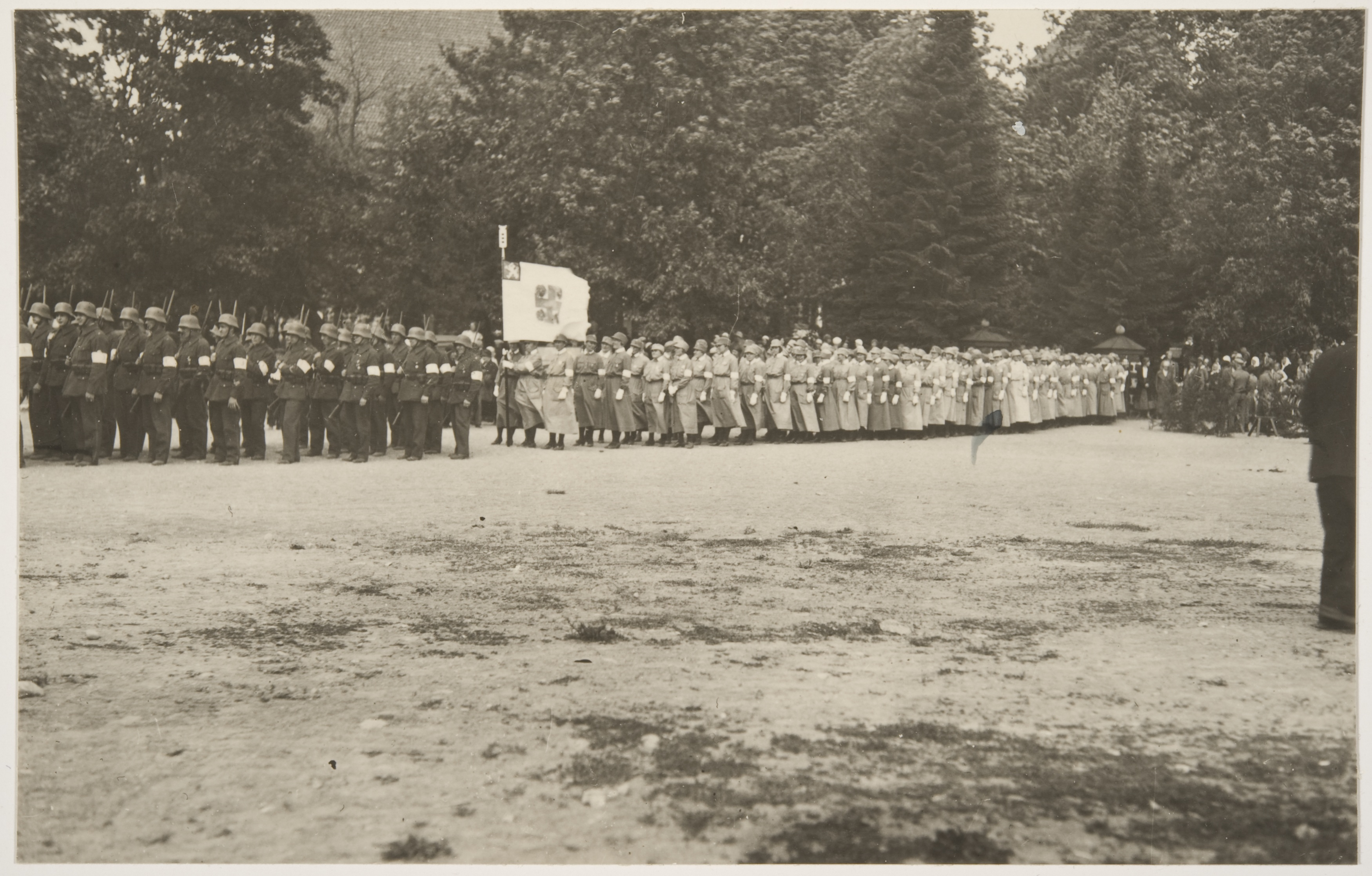
Lojo skyddskår och Lojos lottor i parad, tidigt 1930-tal.

Lojo skyddskår (finska: Lohjan suojeluskunta) var en finskspråkig skyddskår i Lojo i det finländska landskapet Nyland. Skyddskåren grundades 1917 med namnet Pohjois-Lohjan suojeluskunta (Norra Lojo skyddskår) men från och med 1939 började organisationen använda namnet Lohjan suojeluskunta.
Skyddskårsverksamheten började 9 april 1918 när tyska soldater anlände till Lojobyn. Efter att röda gardet ockuperade Lojo i februari 1918 var Lojo skyddskår, som nästan inte hade några vapen, tvungen att flytta till Svidja slott i Sjundeå.

## Skyddskårshus

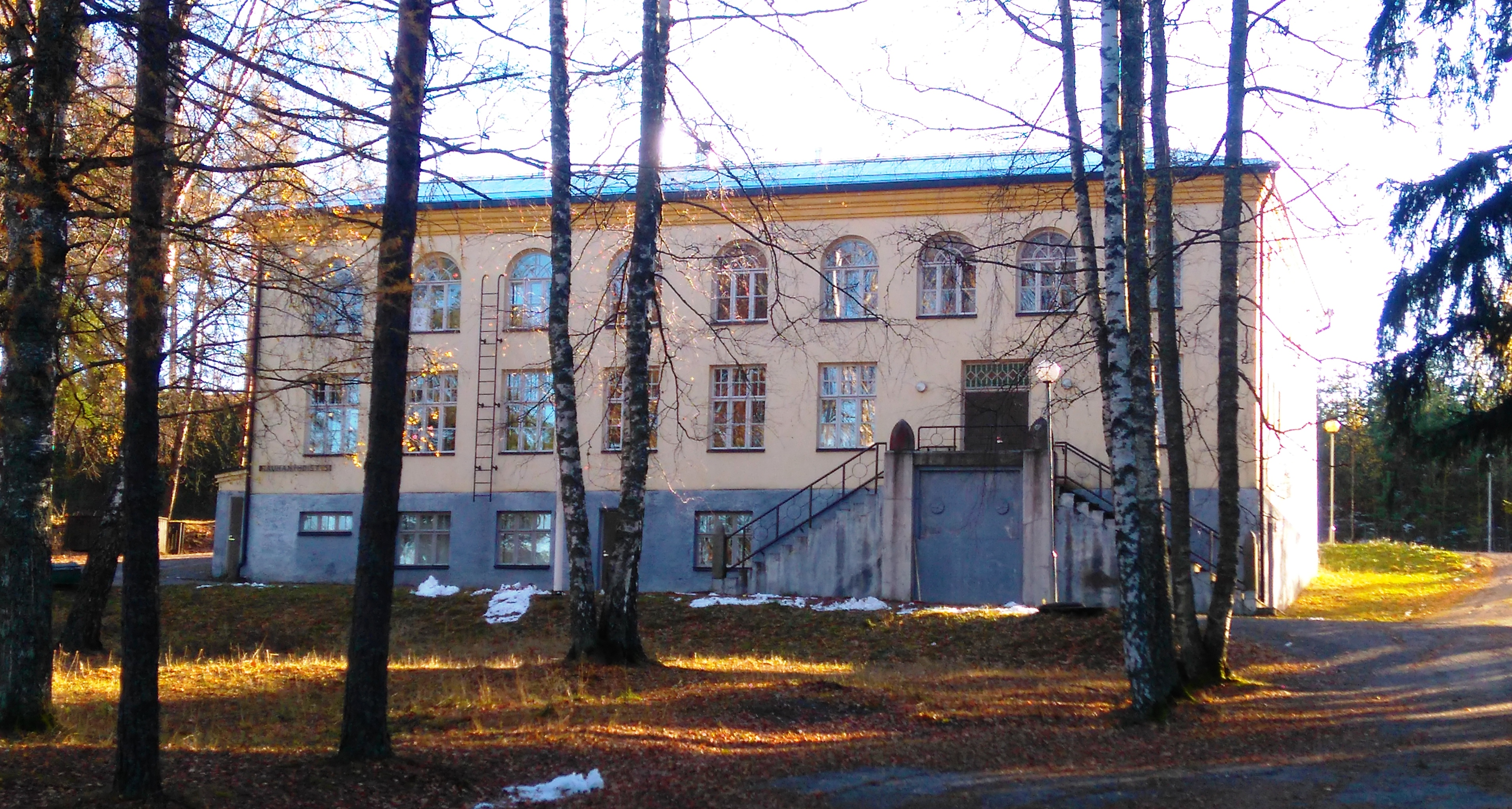
Lojo skyddskårdshus

Lojo skyddskårshus färdigställdes vid Nummisvägen enligt byggnadsmästare G. Hellmans ritningar och invigdes den 13 april 1925. Tomten till byggnaden skänktes av Laxpojo gårds ägare Max van Gilse van der Pals. Räcket på taket som man kan se på gamla bilder revs 1930. Man ordnade olika sammanträden och utbildningar i byggnaden. Nedre våningen var reserverad för stabskansliet och Lotta-bageriet. Åren 1931–1933 höll tingsrätten till i byggnaden.

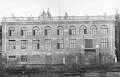
Lojo skyddskårshus innan 1930.

Den 4 november 1944 skänkte Lojo skyddskår byggnaden till Lohjan Maamiesseura (Lojo lantbruksgille). Senare blev Lohjan rauhanyhdistys (Lojo fredsförening) ägare till huset och nuförtiden fungerar den som föreningens bönehus.